# عبد الهادي لباعلي
عبد الهادي لباعلي (مواليد 26 أبريل 1993) عداء مغربي متخصص في ركض المسافات المتوسطة. شارك في سباق 3000 متر في بطولة العالم لألعاب القوى داخل الصالات 2014. في عام 2016، تم إيقافه لمدة عامين نتيجة للمخالفات في جواز سفره البيولوجي.

## روابط خارجية
- عبد الهادي لباعلي على موقع الاتحاد الدولي لألعاب القوى (الإنجليزية)
- عبد الهادي لباعلي على موقع أوليمبيديا (الإنجليزية)